# Gibbous - A Cthulhu Adventure
Gibbous - A Cthulhu Adventure est un jeu vidéo développé par le studio roumain Stuck In Attic. Il s’agit d’un jeu d’aventure en pointer-et-cliquer pour Windows, macOS et Linux, publié le 7 août 2019 sur Steam et GOG.com. Il se déroule dans l'univers horrifique créé par l' auteur américain Howard Philips Lovecraft.